# Luigi Malabrocca
Luigi Malabrocca (Tortona, Piemont, 22 de juny de 1920 - Garlasco, 1 d'octubre de 2006) va ser un ciclista italià que fou professional entre 1945 i 1958. Combinà la carretera amb el ciclocròs, especialitat en la qual aconseguí dos campionats nacionals, el 1951 i 1953.
Durant la seva carrera aconseguí guanyar més de 130 victòries, però d'aquestes sols 15 com a professional, destacant la París-Nantes (1947), la Coppa Agostoni (1948) i la Volta a Croàcia i Eslovènia (1949). Amb tot, serà recordat per haver guanyat en dues edicions consecutives la maglia nera del Giro d'Itàlia, atorgada al darrer classificat de la cursa, el 1946 i el 1947.

## Palmarès
- 1946
  - 1r a la Coppa Carena
  -  Vencedor de la maglia nera del Giro d'Itàlia
- 1947
  - 1r a la París-Nantes
  -  Vencedor de la maglia nera del Giro d'Itàlia
- 1948
  - 1r a la Coppa Agostoni
  - 1r a la París-St.Valery
- 1949
  - 1r a la Volta a Croàcia i Eslovènia i vencedor d'una etapa
- 1951
  -  Campió d'Itàlia de ciclocròs
- 1953
  -  Campió d'Itàlia de ciclocròs
- 1954
  - 1r al Circuit de Bressana

### Resultats al Giro d'Itàlia
- 1946. 40è de la classificació general.  Vencedor de la maglia nera
- 1947. 50è de la classificació general.  Vencedor de la maglia nera
- 1949. 64è de la classificació general
- 1952. Abandona